# Classic Bruges-De Panne 2022
La Classic Bruges-De Panne 2022, 46a edició de la cursa ciclista Classic Bruges-De Panne, es disputà el 23 de març de 2022 sobre un recorregut de 207,9 km entre les viles de Bruges i De Panne. La cursa formava part de l'UCI World Tour 2022 amb una categoria 1.UWT.
El vencedor fou Tim Merlier (Alpecin-Fenix), que s'imposà a l'esprint a Dylan Groenewegen (Team BikeExchange-Jayco) i Nacer Bouhanni (Arkéa-Samsic), segon i tercer respectivament.

## Equips participants
24 equips van prendre part en aquesta edició, 16 WorldTeams i 8 equips UCI ProTeams.
| WorldTeams (16)- Astana Qazaqstan Team - Bahrain Victorious - Bora-Hansgrohe - Cofidis - EF Education-EasyPost - Groupama-FDJ - Intermarché-Wanty-Gobert Matériaux - Israel-Premier Tech - Jumbo-Visma - Lotto-Soudal - Movistar Team - Quick-Step Alpha Vinyl - BikeExchange-Jayco - Team DSM - Trek-Segafredo - UAE Team Emirates ProTeams (8)- Alpecin-Fenix - Arkéa-Samsic - B&B Hotels-KTM - Bardiani-CSF-Faizanè - Bingoal Pauwels Sauces WB - Sport Vlaanderen-Baloise - TotalEnergies - Uno-X Pro Cycling Team |
| |

## Classificació final
| \| Classificació general \| Classificació general \| Classificació general \| Classificació general \| Classificació general \| \| Corredor \| Corredor \| Equip \| Temps \| \| \| --------------------- \| --------------------- \| --------------------- \| --------------------- \| --------------------- \| \| 1r \| Tim Merlier \| Alpecin-Fenix \| 4h 45' 41" \| \| \| 2n \| Dylan Groenewegen \| BikeExchange-Jayco \| + 0" \| \| \| 3r \| Nacer Bouhanni \| Arkéa-Samsic \| + 0" \| \| \| 4t \| Max Walscheid \| Cofidis \| + 0" \| \| \| 5è \| Olav Kooij \| Jumbo-Visma \| + 0" \| \| \| 6è \| Arnaud Démare \| Groupama-FDJ \| + 0" \| \| \| 7è \| Simone Consonni \| Cofidis \| + 0" \| \| \| 8è \| Arnaud De Lie \| Lotto-Soudal \| + 0" \| \| \| 9è \| Jasper Stuyven \| Trek-Segafredo \| + 0" \| \| \| 10è \| Heinrich Haussler \| Bahrain Victorious \| + 0" \| \| |                   |                    |            |
| |                   |                    |            |
| Font: ProCyclingStats |                   |                    |            |
| Classificació general |                   |                    |            |
| Corredor | Corredor          | Equip              | Temps      |
| 1r | Tim Merlier       | Alpecin-Fenix      | 4h 45' 41" |
| 2n | Dylan Groenewegen | BikeExchange-Jayco | + 0"       |
| 3r | Nacer Bouhanni    | Arkéa-Samsic       | + 0"       |
| 4t | Max Walscheid     | Cofidis            | + 0"       |
| 5è | Olav Kooij        | Jumbo-Visma        | + 0"       |
| 6è | Arnaud Démare     | Groupama-FDJ       | + 0"       |
| 7è | Simone Consonni   | Cofidis            | + 0"       |
| 8è | Arnaud De Lie     | Lotto-Soudal       | + 0"       |
| 9è | Jasper Stuyven    | Trek-Segafredo     | + 0"       |
| 10è | Heinrich Haussler | Bahrain Victorious | + 0"       |

## Llista de participants
| Bora-Hansgrohe BOH | Bora-Hansgrohe BOH       | Bora-Hansgrohe BOH |
| ------------------ | ------------------------ | ------------------ |
| Núm                | Ciclista                 | Pos                |
| 1                  | Sam Bennett (IRL)        | 17è                |
| 2                  | Nils Politt (GER)        | 147è               |
| 3                  | Jonas Koch (GER)         | 125è               |
| 4                  | Lukas Pöstlberger (AUT)  | 51è                |
| 5                  | Jordi Meeus (BEL)        | 148è               |
| 6                  | Ryan Mullen (IRL) (ruta) | 17è                |
| 7                  | Danny van Poppel (NED)   | 22è                |

| Quick-Step Alpha Vinyl QST | Quick-Step Alpha Vinyl QST  | Quick-Step Alpha Vinyl QST |
| -------------------------- | --------------------------- | -------------------------- |
| Núm                        | Ciclista                    | Pos                        |
| 11                         | Mark Cavendish (GBR)        | 26è                        |
| 12                         | Mikkel Frølich Honoré (DEN) | NP                         |
| 13                         | Iljo Keisse (BEL)           | 130è                       |
| 14                         | Michael Mørkøv (DEN)        | 12è                        |
| 15                         | Stijn Steels (BEL)          | 55è                        |
| 16                         | Jannik Steimle (GER)        | 38è                        |
| 17                         | Bert Van Lerberghe (BEL)    | 24è                        |

| Lotto-Soudal LTS | Lotto-Soudal LTS          | Lotto-Soudal LTS |
| ---------------- | ------------------------- | ---------------- |
| Núm              | Ciclista                  | Pos              |
| 21               | Arnaud De Lie (BEL)       | 8è               |
| 22               | Jasper De Buyst (BEL)     | 131è             |
| 23               | Florian Vermeersch (BEL)  | 88è              |
| 24               | Brent Van Moer (BEL)      | 82è              |
| 25               | Rüdiger Selig (GER)       | 70è              |
| 26               | Sébastien Grignard (BEL)  | 117è             |
| 27               | Michael Schwarzmann (GER) | 152è             |

| Intermarché-Wanty-Gobert Matériaux IWG | Intermarché-Wanty-Gobert Matériaux IWG | Intermarché-Wanty-Gobert Matériaux IWG |
| -------------------------------------- | -------------------------------------- | -------------------------------------- |
| Núm                                    | Ciclista                               | Pos                                    |
| 31                                     | Aimé De Gendt (BEL)                    | 112è                                   |
| 32                                     | Julius Johansen (DEN)                  | 81è                                    |
| 33                                     | Adrien Petit (FRA)                     | 123è                                   |
| 34                                     | Kévin Van Melsen (BEL)                 | 120è                                   |
| 35                                     | Gerben Thijssen (BEL)                  | 29è                                    |
| 36                                     | Biniam Girmay (ERI)                    | 21è                                    |
| 37                                     | Barnabás Peák (HUN)                    | 143è                                   |

| Astana Qazaqstan Team AST | Astana Qazaqstan Team AST | Astana Qazaqstan Team AST |
| ------------------------- | ------------------------- | ------------------------- |
| Núm                       | Ciclista                  | Pos                       |
| 41                        | Gianni Moscon (ITA)       | 134è                      |
| 42                        | Michele Gazzoli (ITA)     | 86è                       |
| 43                        | Fabio Felline (ITA)       | 76è                       |
| 44                        | Manuele Boaro (ITA)       | 84è                       |
| 45                        | Davide Martinelli (ITA)   | 43è                       |
| 46                        | Leonardo Basso (ITA)      | 113è                      |
| 47                        | Artiom Zakhàrov (KAZ)     | 65è                       |

| Bahrain Victorious TBV | Bahrain Victorious TBV  | Bahrain Victorious TBV |
| ---------------------- | ----------------------- | ---------------------- |
| Núm                    | Ciclista                | Pos                    |
| 51                     | Heinrich Haussler (AUS) | 10è                    |
| 52                     | Yukiya Arashiro (JPN)   | 103è                   |
| 53                     | Filip Maciejuk (POL)    | 64è                    |
| 54                     | Jonathan Milan (ITA)    | 39è                    |
| 55                     | Kamil Gradek (POL)      | 133è                   |
| 56                     | Jasha Sütterlin (GER)   | DNF                    |
| 57                     | Fred Wright (GBR)       | 102è                   |

| Cofidis COF | Cofidis COF             | Cofidis COF |
| ----------- | ----------------------- | ----------- |
| Núm         | Ciclista                | Pos         |
| 61          | Simone Consonni (ITA)   | 7è          |
| 62          | Tom Bohli (SUI)         | 80è         |
| 63          | Jelle Wallays (BEL)     | DNF         |
| 64          | Szymon Sajnok (POL)     | NP          |
| 65          | Wesley Kreder (NED)     | 67è         |
| 66          | Kenneth Vanbilsen (BEL) | 124è        |
| 67          | Max Walscheid (GER)     | 4t          |

| EF Education-EasyPost EFE | EF Education-EasyPost EFE | EF Education-EasyPost EFE |
| ------------------------- | ------------------------- | ------------------------- |
| Núm                       | Ciclista                  | Pos                       |
| 71                        | Sebastian Langeveld (NED) | 129è                      |
| 72                        | Ben Healy (IRL)           | 126è                      |
| 73                        | Owain Doull (GBR)         | 107è                      |
| 74                        | Łukasz Wiśniowski (POL)   | 140è                      |
| 75                        | Jonas Rutsch (GER)        | 61è                       |
| 76                        | Thomas Scully (NZL)       | 41è                       |
| 77                        | Marijn van den Berg (NED) | 32è                       |

| Groupama-FDJ GFC | Groupama-FDJ GFC       | Groupama-FDJ GFC |
| ---------------- | ---------------------- | ---------------- |
| Núm              | Ciclista               | Pos              |
| 81               | Arnaud Démare (FRA)    | 6è               |
| 82               | Jacopo Guarnieri (ITA) | 111è             |
| 84               | Clément Davy (FRA)     | 127è             |
| 85               | Miles Scotson (AUS)    | 48è              |
| 86               | Ramon Sinkeldam (NED)  | 45è              |
| 87               | Bram Welten (NED)      | 60è              |

| Israel-Premier Tech IPT | Israel-Premier Tech IPT | Israel-Premier Tech IPT |
| ----------------------- | ----------------------- | ----------------------- |
| Núm                     | Ciclista                | Pos                     |
| 91                      | Rudy Barbier (FRA)      | 25è                     |
| 92                      | Jenthe Biermans (BEL)   | 36è                     |
| 93                      | Matthias Brändle (AUT)  | 150è                    |
| 94                      | Taj Jones (AUS)         | 94è                     |
| 95                      | Guy Sagiv (ISR)         | 72è                     |
| 96                      | Itamar Einhorn (ISR)    | 20è                     |
| 97                      | Rick Zabel (GER)        | 16è                     |

| Jumbo-Visma TJV | Jumbo-Visma TJV          | Jumbo-Visma TJV |
| --------------- | ------------------------ | --------------- |
| Núm             | Ciclista                 | Pos             |
| 101             | Pascal Eenkhoorn (NED)   | 108è            |
| 103             | Olav Kooij (NED)         | 5è              |
| 104             | Timo Roosen (NED) (ruta) | 53è             |
| 105             | Tosh Van der Sande (BEL) | 49è             |
| 106             | Jos van Emden (NED)      | 139è            |
| 107             | Tim Van Dijke (NED)      | DNF             |

| Movistar Team MOV | Movistar Team MOV                 | Movistar Team MOV |
| ----------------- | --------------------------------- | ----------------- |
| Núm               | Ciclista                          | Pos               |
| 111               | Johan Jacobs (SUI)                | 75è               |
| 112               | Iñigo Elosegui (ESP)              | 42è               |
| 113               | Imanol Erviti Ollo (ESP)          | 63è               |
| 114               | Max Kanter (GER)                  | 13è               |
| 115               | Gonzalo Serrano Rodríguez (ESP)   | DNF               |
| 116               | Lluís Mas Bonet (ESP)             | 18è               |
| 117               | Mathias Norsgaard Jørgensen (DEN) | 46è               |

| BikeExchange-Jayco BEX | BikeExchange-Jayco BEX    | BikeExchange-Jayco BEX |
| ---------------------- | ------------------------- | ---------------------- |
| Núm                    | Ciclista                  | Pos                    |
| 121                    | Dylan Groenewegen (NED)   | 2n                     |
| 122                    | Luke Durbridge (AUS)      | 142è                   |
| 123                    | Alexander Edmondson (AUS) | 98è                    |
| 124                    | Alexander Konychev (ITA)  | 118è                   |
| 125                    | Luka Mezgec (SLO)         | 90è                    |
| 126                    | Kelland O'Brien (AUS)     | 115è                   |
| 127                    | Campbell Stewart (NZL)    | 54è                    |

| Team DSM DSM | Team DSM DSM            | Team DSM DSM |
| ------------ | ----------------------- | ------------ |
| Núm          | Ciclista                | Pos          |
| 131          | Cees Bol (NED)          | 135è         |
| 132          | Alberto Dainese (ITA)   | 87è          |
| 133          | Leon Heinschke (GER)    | 114è         |
| 134          | Florian Stork (GER)     | 144è         |
| 135          | Niklas Märkl (GER)      | 34è          |
| 136          | Joris Nieuwenhuis (NED) | 77è          |
| 137          | Sam Welsford (AUS)      | 35è          |

| Trek-Segafredo TFS | Trek-Segafredo TFS         | Trek-Segafredo TFS |
| ------------------ | -------------------------- | ------------------ |
| Núm                | Ciclista                   | Pos                |
| 141                | Jasper Stuyven (BEL)       | 9è                 |
| 142                | Jakob Egholm (DEN)         | 138è               |
| 143                | Daan Hoole (NED)           | 151è               |
| 144                | Alex Kirsch (LUX)          | 83è                |
| 145                | Jon Aberasturi Izaga (ESP) | 121è               |
| 146                | Edward Theuns (BEL)        | 92è                |
| 147                | Otto Vergaerde (BEL)       | 93è                |

| UAE Team Emirates UAD | UAE Team Emirates UAD                 | UAE Team Emirates UAD |
| --------------------- | ------------------------------------- | --------------------- |
| Núm                   | Ciclista                              | Pos                   |
| 151                   | Pascal Ackermann (GER)                | 149è                  |
| 152                   | Rui Oliveira (POR)                    | 71è                   |
| 153                   | Mikkel Bjerg (DEN)                    | 28è                   |
| 154                   | Felix Groß (GER)                      | 62è                   |
| 155                   | Vegard Stake Laengen (NOR)            | 78è                   |
| 156                   | Maximiliano Richeze Araquistain (ARG) | 104è                  |
| 157                   | Oliviero Troia (ITA)                  | 141è                  |

| Alpecin-Fenix AFC | Alpecin-Fenix AFC         | Alpecin-Fenix AFC |
| ----------------- | ------------------------- | ----------------- |
| Núm               | Ciclista                  | Pos               |
| 161               | Tim Merlier (BEL)         | 1r                |
| 162               | Michael Gogl (AUT)        | 99è               |
| 163               | Xandro Meurisse (BEL)     | 68è               |
| 164               | Scott Thwaites (GBR)      | 89è               |
| 165               | Jonas Rickaert (BEL)      | 69è               |
| 166               | Maurice Ballerstedt (GER) | 91è               |
| 167               | Julien Vermote (BEL)      | 137è              |

| Arkéa-Samsic ARK | Arkéa-Samsic ARK        | Arkéa-Samsic ARK |
| ---------------- | ----------------------- | ---------------- |
| Núm              | Ciclista                | Pos              |
| 171              | Nacer Bouhanni (FRA)    | 3r               |
| 172              | Benjamin Declercq (BEL) | 96è              |
| 173              | Kévin Ledanois (FRA)    | 79è              |
| 174              | Markus Pajur (EST)      | 57è              |
| 175              | Christophe Noppe (BEL)  | 97è              |
| 177              | Amaury Capiot (BEL)     | 59è              |

| B&B Hotels-KTM BBK | B&B Hotels-KTM BBK     | B&B Hotels-KTM BBK |
| ------------------ | ---------------------- | ------------------ |
| Núm                | Ciclista               | Pos                |
| 181                | Jens Debusschere (BEL) | 95è                |
| 182                | Pierre Barbier (FRA)   | 47è                |
| 183                | Quentin Jauregui (FRA) | 73è                |
| 184                | Cyril Lemoine (FRA)    | 153è               |
| 185                | Julien Morice (FRA)    | NP                 |
| 186                | Luca Mozzato (ITA)     | 23è                |
| 187                | Jordi Warlop (BEL)     | 106è               |

| Bardiani CSF Faizanè BCF | Bardiani CSF Faizanè BCF | Bardiani CSF Faizanè BCF |
| ------------------------ | ------------------------ | ------------------------ |
| Núm                      | Ciclista                 | Pos                      |
| 191                      | Sacha Modolo (ITA)       | 66è                      |
| 192                      | Filippo Fiorelli (ITA)   | 50è                      |
| 193                      | Enrico Battaglin (ITA)   | 154è                     |
| 194                      | Luca Colnaghi (ITA)      | 122è                     |
| 195                      | Alessandro Tonelli (ITA) | 132è                     |
| 196                      | Enrico Zanoncello (ITA)  | 85è                      |
| 197                      | Samuele Zoccarato (ITA)  | NP                       |

| Bingoal Pauwels Sauces WB BWB | Bingoal Pauwels Sauces WB BWB | Bingoal Pauwels Sauces WB BWB |
| ----------------------------- | ----------------------------- | ----------------------------- |
| Núm                           | Ciclista                      | Pos                           |
| 201                           | Timothy Dupont (BEL)          | 14è                           |
| 202                           | Dimitri Peyskens (BEL)        | 145è                          |
| 203                           | Stanisław Aniołkowski (POL)   | 11è                           |
| 204                           | Karl Patrick Lauk (EST)       | 100è                          |
| 205                           | Laurenz Rex (BEL)             | 101è                          |
| 206                           | Ludovic Robeet (BEL)          | 136è                          |
| 207                           | Tom Wirtgen (LUX)             | 116è                          |

| Sport Vlaanderen-Baloise SVB | Sport Vlaanderen-Baloise SVB | Sport Vlaanderen-Baloise SVB |
| ---------------------------- | ---------------------------- | ---------------------------- |
| Núm                          | Ciclista                     | Pos                          |
| 211                          | Tuur Dens (BEL)              | 128è                         |
| 212                          | Milan Fretin (BEL)           | 30è                          |
| 213                          | Jules Hesters (BEL)          | 109è                         |
| 214                          | Arne Marit (BEL)             | 27è                          |
| 215                          | Jens Reynders (BEL)          | 37è                          |
| 216                          | Kenneth Van Rooy (BEL)       | 31è                          |
| 217                          | Sasha Weemaes (BEL)          | 74è                          |

| TotalEnergies TEN | TotalEnergies TEN       | TotalEnergies TEN |
| ----------------- | ----------------------- | ----------------- |
| Núm               | Ciclista                | Pos               |
| 221               | Niki Terpstra (NED)     | 119è              |
| 222               | Maciej Bodnar (POL)     | 105è              |
| 223               | Niccolò Bonifazio (ITA) | DNF               |
| 224               | Sandy Dujardin (FRA)    | 44è               |
| 225               | Lorrenzo Manzin (FRA)   | 15è               |
| 226               | Dries Van Gestel (BEL)  | 33è               |

| Uno-X Pro Cycling Team UXT | Uno-X Pro Cycling Team UXT   | Uno-X Pro Cycling Team UXT |
| -------------------------- | ---------------------------- | -------------------------- |
| Núm                        | Ciclista                     | Pos                        |
| 231                        | Kristoffer Halvorsen (NOR)   | 52è                        |
| 232                        | Martin Bugge Urianstad (NOR) | 110è                       |
| 233                        | Lasse Norman Hansen (DEN)    | 58è                        |
| 234                        | William Blume Levy (DEN)     | NP                         |
| 235                        | Erik Nordsæter Resell (NOR)  | 56è                        |
| 236                        | Lars Saugstad (NOR)          | 146è                       |
| 237                        | Søren Wærenskjold (NOR)      | 19è                        |

| Bora-Hansgrohe BOH | Bora-Hansgrohe BOH       | Bora-Hansgrohe BOH |
| ------------------ | ------------------------ | ------------------ |
| Núm                | Ciclista                 | Pos                |
| 1                  | Sam Bennett (IRL)        | 17è                |
| 2                  | Nils Politt (GER)        | 147è               |
| 3                  | Jonas Koch (GER)         | 125è               |
| 4                  | Lukas Pöstlberger (AUT)  | 51è                |
| 5                  | Jordi Meeus (BEL)        | 148è               |
| 6                  | Ryan Mullen (IRL) (ruta) | 17è                |
| 7                  | Danny van Poppel (NED)   | 22è                |

| Quick-Step Alpha Vinyl QST | Quick-Step Alpha Vinyl QST  | Quick-Step Alpha Vinyl QST |
| -------------------------- | --------------------------- | -------------------------- |
| Núm                        | Ciclista                    | Pos                        |
| 11                         | Mark Cavendish (GBR)        | 26è                        |
| 12                         | Mikkel Frølich Honoré (DEN) | NP                         |
| 13                         | Iljo Keisse (BEL)           | 130è                       |
| 14                         | Michael Mørkøv (DEN)        | 12è                        |
| 15                         | Stijn Steels (BEL)          | 55è                        |
| 16                         | Jannik Steimle (GER)        | 38è                        |
| 17                         | Bert Van Lerberghe (BEL)    | 24è                        |

| Lotto-Soudal LTS | Lotto-Soudal LTS          | Lotto-Soudal LTS |
| ---------------- | ------------------------- | ---------------- |
| Núm              | Ciclista                  | Pos              |
| 21               | Arnaud De Lie (BEL)       | 8è               |
| 22               | Jasper De Buyst (BEL)     | 131è             |
| 23               | Florian Vermeersch (BEL)  | 88è              |
| 24               | Brent Van Moer (BEL)      | 82è              |
| 25               | Rüdiger Selig (GER)       | 70è              |
| 26               | Sébastien Grignard (BEL)  | 117è             |
| 27               | Michael Schwarzmann (GER) | 152è             |

| Intermarché-Wanty-Gobert Matériaux IWG | Intermarché-Wanty-Gobert Matériaux IWG | Intermarché-Wanty-Gobert Matériaux IWG |
| -------------------------------------- | -------------------------------------- | -------------------------------------- |
| Núm                                    | Ciclista                               | Pos                                    |
| 31                                     | Aimé De Gendt (BEL)                    | 112è                                   |
| 32                                     | Julius Johansen (DEN)                  | 81è                                    |
| 33                                     | Adrien Petit (FRA)                     | 123è                                   |
| 34                                     | Kévin Van Melsen (BEL)                 | 120è                                   |
| 35                                     | Gerben Thijssen (BEL)                  | 29è                                    |
| 36                                     | Biniam Girmay (ERI)                    | 21è                                    |
| 37                                     | Barnabás Peák (HUN)                    | 143è                                   |

| Astana Qazaqstan Team AST | Astana Qazaqstan Team AST | Astana Qazaqstan Team AST |
| ------------------------- | ------------------------- | ------------------------- |
| Núm                       | Ciclista                  | Pos                       |
| 41                        | Gianni Moscon (ITA)       | 134è                      |
| 42                        | Michele Gazzoli (ITA)     | 86è                       |
| 43                        | Fabio Felline (ITA)       | 76è                       |
| 44                        | Manuele Boaro (ITA)       | 84è                       |
| 45                        | Davide Martinelli (ITA)   | 43è                       |
| 46                        | Leonardo Basso (ITA)      | 113è                      |
| 47                        | Artiom Zakhàrov (KAZ)     | 65è                       |

| Bahrain Victorious TBV | Bahrain Victorious TBV  | Bahrain Victorious TBV |
| ---------------------- | ----------------------- | ---------------------- |
| Núm                    | Ciclista                | Pos                    |
| 51                     | Heinrich Haussler (AUS) | 10è                    |
| 52                     | Yukiya Arashiro (JPN)   | 103è                   |
| 53                     | Filip Maciejuk (POL)    | 64è                    |
| 54                     | Jonathan Milan (ITA)    | 39è                    |
| 55                     | Kamil Gradek (POL)      | 133è                   |
| 56                     | Jasha Sütterlin (GER)   | DNF                    |
| 57                     | Fred Wright (GBR)       | 102è                   |

| Cofidis COF | Cofidis COF             | Cofidis COF |
| ----------- | ----------------------- | ----------- |
| Núm         | Ciclista                | Pos         |
| 61          | Simone Consonni (ITA)   | 7è          |
| 62          | Tom Bohli (SUI)         | 80è         |
| 63          | Jelle Wallays (BEL)     | DNF         |
| 64          | Szymon Sajnok (POL)     | NP          |
| 65          | Wesley Kreder (NED)     | 67è         |
| 66          | Kenneth Vanbilsen (BEL) | 124è        |
| 67          | Max Walscheid (GER)     | 4t          |

| EF Education-EasyPost EFE | EF Education-EasyPost EFE | EF Education-EasyPost EFE |
| ------------------------- | ------------------------- | ------------------------- |
| Núm                       | Ciclista                  | Pos                       |
| 71                        | Sebastian Langeveld (NED) | 129è                      |
| 72                        | Ben Healy (IRL)           | 126è                      |
| 73                        | Owain Doull (GBR)         | 107è                      |
| 74                        | Łukasz Wiśniowski (POL)   | 140è                      |
| 75                        | Jonas Rutsch (GER)        | 61è                       |
| 76                        | Thomas Scully (NZL)       | 41è                       |
| 77                        | Marijn van den Berg (NED) | 32è                       |

| Groupama-FDJ GFC | Groupama-FDJ GFC       | Groupama-FDJ GFC |
| ---------------- | ---------------------- | ---------------- |
| Núm              | Ciclista               | Pos              |
| 81               | Arnaud Démare (FRA)    | 6è               |
| 82               | Jacopo Guarnieri (ITA) | 111è             |
| 84               | Clément Davy (FRA)     | 127è             |
| 85               | Miles Scotson (AUS)    | 48è              |
| 86               | Ramon Sinkeldam (NED)  | 45è              |
| 87               | Bram Welten (NED)      | 60è              |

| Israel-Premier Tech IPT | Israel-Premier Tech IPT | Israel-Premier Tech IPT |
| ----------------------- | ----------------------- | ----------------------- |
| Núm                     | Ciclista                | Pos                     |
| 91                      | Rudy Barbier (FRA)      | 25è                     |
| 92                      | Jenthe Biermans (BEL)   | 36è                     |
| 93                      | Matthias Brändle (AUT)  | 150è                    |
| 94                      | Taj Jones (AUS)         | 94è                     |
| 95                      | Guy Sagiv (ISR)         | 72è                     |
| 96                      | Itamar Einhorn (ISR)    | 20è                     |
| 97                      | Rick Zabel (GER)        | 16è                     |

| Jumbo-Visma TJV | Jumbo-Visma TJV          | Jumbo-Visma TJV |
| --------------- | ------------------------ | --------------- |
| Núm             | Ciclista                 | Pos             |
| 101             | Pascal Eenkhoorn (NED)   | 108è            |
| 103             | Olav Kooij (NED)         | 5è              |
| 104             | Timo Roosen (NED) (ruta) | 53è             |
| 105             | Tosh Van der Sande (BEL) | 49è             |
| 106             | Jos van Emden (NED)      | 139è            |
| 107             | Tim Van Dijke (NED)      | DNF             |

| Movistar Team MOV | Movistar Team MOV                 | Movistar Team MOV |
| ----------------- | --------------------------------- | ----------------- |
| Núm               | Ciclista                          | Pos               |
| 111               | Johan Jacobs (SUI)                | 75è               |
| 112               | Iñigo Elosegui (ESP)              | 42è               |
| 113               | Imanol Erviti Ollo (ESP)          | 63è               |
| 114               | Max Kanter (GER)                  | 13è               |
| 115               | Gonzalo Serrano Rodríguez (ESP)   | DNF               |
| 116               | Lluís Mas Bonet (ESP)             | 18è               |
| 117               | Mathias Norsgaard Jørgensen (DEN) | 46è               |

| BikeExchange-Jayco BEX | BikeExchange-Jayco BEX    | BikeExchange-Jayco BEX |
| ---------------------- | ------------------------- | ---------------------- |
| Núm                    | Ciclista                  | Pos                    |
| 121                    | Dylan Groenewegen (NED)   | 2n                     |
| 122                    | Luke Durbridge (AUS)      | 142è                   |
| 123                    | Alexander Edmondson (AUS) | 98è                    |
| 124                    | Alexander Konychev (ITA)  | 118è                   |
| 125                    | Luka Mezgec (SLO)         | 90è                    |
| 126                    | Kelland O'Brien (AUS)     | 115è                   |
| 127                    | Campbell Stewart (NZL)    | 54è                    |

| Team DSM DSM | Team DSM DSM            | Team DSM DSM |
| ------------ | ----------------------- | ------------ |
| Núm          | Ciclista                | Pos          |
| 131          | Cees Bol (NED)          | 135è         |
| 132          | Alberto Dainese (ITA)   | 87è          |
| 133          | Leon Heinschke (GER)    | 114è         |
| 134          | Florian Stork (GER)     | 144è         |
| 135          | Niklas Märkl (GER)      | 34è          |
| 136          | Joris Nieuwenhuis (NED) | 77è          |
| 137          | Sam Welsford (AUS)      | 35è          |

| Trek-Segafredo TFS | Trek-Segafredo TFS         | Trek-Segafredo TFS |
| ------------------ | -------------------------- | ------------------ |
| Núm                | Ciclista                   | Pos                |
| 141                | Jasper Stuyven (BEL)       | 9è                 |
| 142                | Jakob Egholm (DEN)         | 138è               |
| 143                | Daan Hoole (NED)           | 151è               |
| 144                | Alex Kirsch (LUX)          | 83è                |
| 145                | Jon Aberasturi Izaga (ESP) | 121è               |
| 146                | Edward Theuns (BEL)        | 92è                |
| 147                | Otto Vergaerde (BEL)       | 93è                |

| UAE Team Emirates UAD | UAE Team Emirates UAD                 | UAE Team Emirates UAD |
| --------------------- | ------------------------------------- | --------------------- |
| Núm                   | Ciclista                              | Pos                   |
| 151                   | Pascal Ackermann (GER)                | 149è                  |
| 152                   | Rui Oliveira (POR)                    | 71è                   |
| 153                   | Mikkel Bjerg (DEN)                    | 28è                   |
| 154                   | Felix Groß (GER)                      | 62è                   |
| 155                   | Vegard Stake Laengen (NOR)            | 78è                   |
| 156                   | Maximiliano Richeze Araquistain (ARG) | 104è                  |
| 157                   | Oliviero Troia (ITA)                  | 141è                  |

| Alpecin-Fenix AFC | Alpecin-Fenix AFC         | Alpecin-Fenix AFC |
| ----------------- | ------------------------- | ----------------- |
| Núm               | Ciclista                  | Pos               |
| 161               | Tim Merlier (BEL)         | 1r                |
| 162               | Michael Gogl (AUT)        | 99è               |
| 163               | Xandro Meurisse (BEL)     | 68è               |
| 164               | Scott Thwaites (GBR)      | 89è               |
| 165               | Jonas Rickaert (BEL)      | 69è               |
| 166               | Maurice Ballerstedt (GER) | 91è               |
| 167               | Julien Vermote (BEL)      | 137è              |

| Arkéa-Samsic ARK | Arkéa-Samsic ARK        | Arkéa-Samsic ARK |
| ---------------- | ----------------------- | ---------------- |
| Núm              | Ciclista                | Pos              |
| 171              | Nacer Bouhanni (FRA)    | 3r               |
| 172              | Benjamin Declercq (BEL) | 96è              |
| 173              | Kévin Ledanois (FRA)    | 79è              |
| 174              | Markus Pajur (EST)      | 57è              |
| 175              | Christophe Noppe (BEL)  | 97è              |
| 177              | Amaury Capiot (BEL)     | 59è              |

| B&B Hotels-KTM BBK | B&B Hotels-KTM BBK     | B&B Hotels-KTM BBK |
| ------------------ | ---------------------- | ------------------ |
| Núm                | Ciclista               | Pos                |
| 181                | Jens Debusschere (BEL) | 95è                |
| 182                | Pierre Barbier (FRA)   | 47è                |
| 183                | Quentin Jauregui (FRA) | 73è                |
| 184                | Cyril Lemoine (FRA)    | 153è               |
| 185                | Julien Morice (FRA)    | NP                 |
| 186                | Luca Mozzato (ITA)     | 23è                |
| 187                | Jordi Warlop (BEL)     | 106è               |

| Bardiani CSF Faizanè BCF | Bardiani CSF Faizanè BCF | Bardiani CSF Faizanè BCF |
| ------------------------ | ------------------------ | ------------------------ |
| Núm                      | Ciclista                 | Pos                      |
| 191                      | Sacha Modolo (ITA)       | 66è                      |
| 192                      | Filippo Fiorelli (ITA)   | 50è                      |
| 193                      | Enrico Battaglin (ITA)   | 154è                     |
| 194                      | Luca Colnaghi (ITA)      | 122è                     |
| 195                      | Alessandro Tonelli (ITA) | 132è                     |
| 196                      | Enrico Zanoncello (ITA)  | 85è                      |
| 197                      | Samuele Zoccarato (ITA)  | NP                       |

| Bingoal Pauwels Sauces WB BWB | Bingoal Pauwels Sauces WB BWB | Bingoal Pauwels Sauces WB BWB |
| ----------------------------- | ----------------------------- | ----------------------------- |
| Núm                           | Ciclista                      | Pos                           |
| 201                           | Timothy Dupont (BEL)          | 14è                           |
| 202                           | Dimitri Peyskens (BEL)        | 145è                          |
| 203                           | Stanisław Aniołkowski (POL)   | 11è                           |
| 204                           | Karl Patrick Lauk (EST)       | 100è                          |
| 205                           | Laurenz Rex (BEL)             | 101è                          |
| 206                           | Ludovic Robeet (BEL)          | 136è                          |
| 207                           | Tom Wirtgen (LUX)             | 116è                          |

| Sport Vlaanderen-Baloise SVB | Sport Vlaanderen-Baloise SVB | Sport Vlaanderen-Baloise SVB |
| ---------------------------- | ---------------------------- | ---------------------------- |
| Núm                          | Ciclista                     | Pos                          |
| 211                          | Tuur Dens (BEL)              | 128è                         |
| 212                          | Milan Fretin (BEL)           | 30è                          |
| 213                          | Jules Hesters (BEL)          | 109è                         |
| 214                          | Arne Marit (BEL)             | 27è                          |
| 215                          | Jens Reynders (BEL)          | 37è                          |
| 216                          | Kenneth Van Rooy (BEL)       | 31è                          |
| 217                          | Sasha Weemaes (BEL)          | 74è                          |

| TotalEnergies TEN | TotalEnergies TEN       | TotalEnergies TEN |
| ----------------- | ----------------------- | ----------------- |
| Núm               | Ciclista                | Pos               |
| 221               | Niki Terpstra (NED)     | 119è              |
| 222               | Maciej Bodnar (POL)     | 105è              |
| 223               | Niccolò Bonifazio (ITA) | DNF               |
| 224               | Sandy Dujardin (FRA)    | 44è               |
| 225               | Lorrenzo Manzin (FRA)   | 15è               |
| 226               | Dries Van Gestel (BEL)  | 33è               |

| Uno-X Pro Cycling Team UXT | Uno-X Pro Cycling Team UXT   | Uno-X Pro Cycling Team UXT |
| -------------------------- | ---------------------------- | -------------------------- |
| Núm                        | Ciclista                     | Pos                        |
| 231                        | Kristoffer Halvorsen (NOR)   | 52è                        |
| 232                        | Martin Bugge Urianstad (NOR) | 110è                       |
| 233                        | Lasse Norman Hansen (DEN)    | 58è                        |
| 234                        | William Blume Levy (DEN)     | NP                         |
| 235                        | Erik Nordsæter Resell (NOR)  | 56è                        |
| 236                        | Lars Saugstad (NOR)          | 146è                       |
| 237                        | Søren Wærenskjold (NOR)      | 19è                        |